# DDG-182 Mirai
Le Mirai est un bateau fictif créé par Kaiji Kawaguchi dans le manga Zipang.  
Le bateau ainsi que son équipage sont victimes d'une tempête électromagnétique qui les transporte des années 2000 jusqu'au 4 juin 1942, soit la veille de la bataille de Midway.  
Les capacités en combat du navire, ainsi que la technologie et les informations qu'il renferme, le rendent capable d'influer sur le déroulement de l'Histoire.

## Présentation du navire

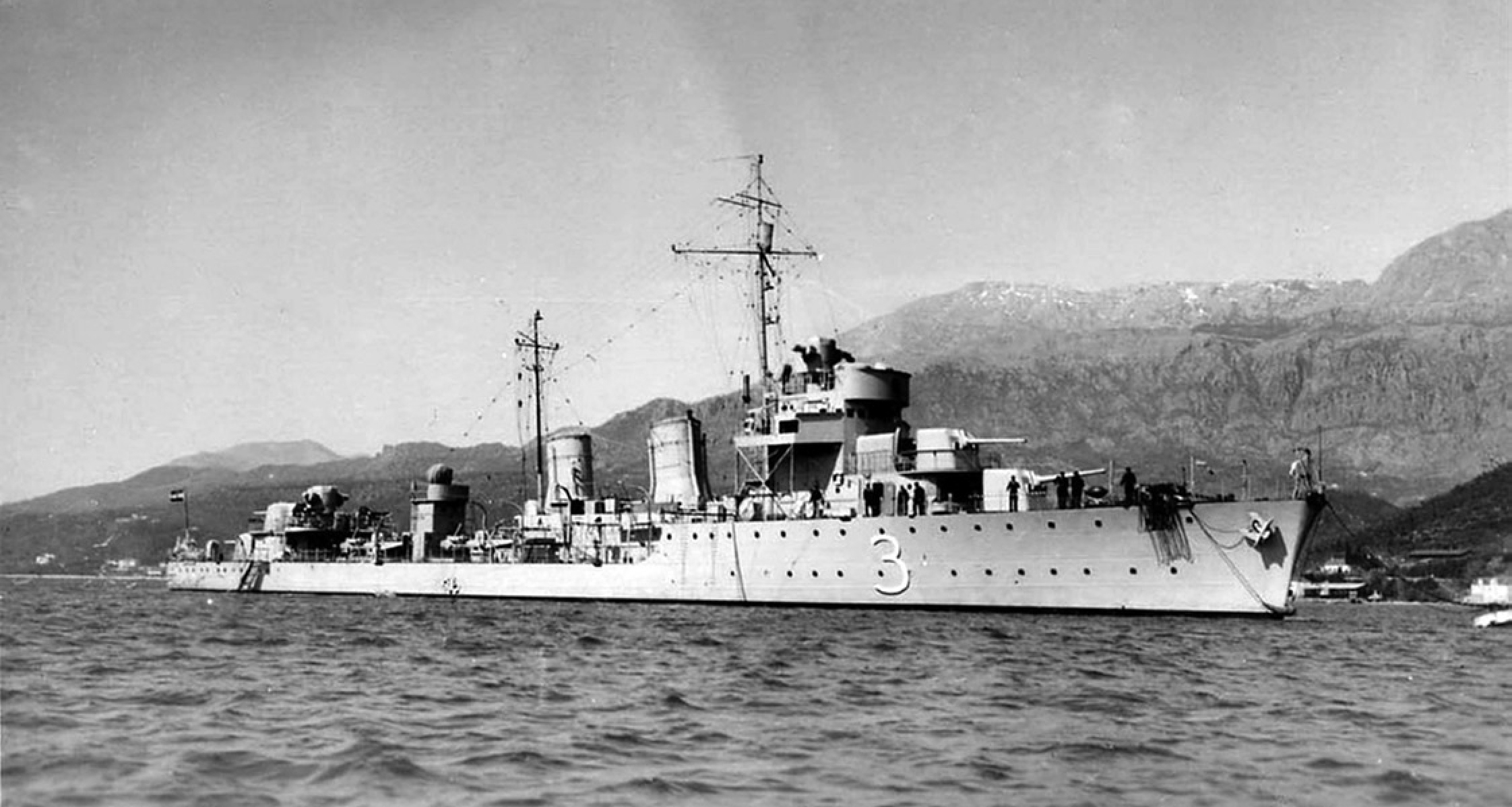
Image d'un destroyer

Le Mirai fait partie de la classe fictive de destroyers Yukinami
. 
C'est principalement une version améliorée d'un destroyer de classe Kongō de la Force maritime d'autodéfense japonaise, une version modifiée de la classe de destroyers Arleigh Burke de la marine des États-Unis. Il a un équipage de 241 personnes, fait 171 mètres de long et gauge un peu moins de 10 000 tonnes.
Tout comme ces navires, le Mirai est équipé du système de combat Aegis, qui permet à un vaisseau de localiser, d'identifier et de cibler tout élément avec une précision inimaginable à l'époque à laquelle le navire est transporté.
Ainsi, comme il est précisé à divers moments dans le manga et l'anime Zipang, le Mirai peut attaquer en mode automatique simultanément 128 cibles, et son système d'interception ne rate aucun objet volant en dessous de la vitesse du son.
À l'époque de la Deuxième Guerre mondiale, le Mirai est décrit comme un croiseur et non comme un destroyer.
C'est en raison de la taille des destroyers modernes qui correspond environ à la taille des croiseurs légers de la Deuxième Guerre mondiale.
Par exemple, le Mirai est légèrement plus grand qu'un croiseur de la classe Kuma.

## Différences entre le Mirai et un navire de la classe Kongo
Le Mirai est environ plus long de dix mètres qu'un navire de la classe Kongo.
Cette place supplémentaire permet d'équiper le navire d'un hangar à l'arrière du navire à proximité de la piste de décollage.
Le Mirai transporte ainsi un hélicoptère Seahawk, ainsi qu'un modèle fictif d'appareil de reconnaissance hautement perfectionné, l'Umidori (Seagull) fortement inspiré de l'avion à rotors basculant Boeing-Bell V-22 Osprey.
Une différence essentielle entre le Mirai et les navires Japonais vient du fait que le Mirai possède à son bord des missiles Tomahawk. 
Ces missiles, particulièrement puissants puisque capables de couler n'importe quel bâtiment à l'époque de la Deuxième Guerre mondiale, sont interdits par l'article 9 de la constitution japonaise.